# Shun'ichi Ikenoue
Shun'ichi Ikenoue (池ノ上 俊一 Ikenoue Shun'ichi?,  nacido el 16 de febrero de 1967 en Gunma) es un exfutbolista japonés que se desempeñaba como centrocampista.
Ikenoue fue elegido para integrar la selección nacional de Japón para los Copa Asiática 1988.

## Trayectoria

### Clubes
| Club                | País  | Año         |
| ------------------- | ----- | ----------- |
| Matsushita Electric | Japón | 1989 - 1990 |
| Yokohama Flügels    | Japón | 1990 - 1993 |
| Tosu Futures        | Japón | 1994 - 1995 |

## Palmarés

### Títulos nacionales
| Título             | Club             | País  | Año  |
| ------------------ | ---------------- | ----- | ---- |
| Copa del Emperador | Yokohama Flügels | Japón | 1993 |